# Queen: The Singles Collection Volume 2
The Singles Collection, Volume 2 è un cofanetto in edizione limitata della rock band britannica Queen, pubblicato nel 2009.

## Brani
Il box set contiene versioni rimasterizzate dei 13 singoli pubblicati dalla band nel periodo che va dal 1979 al 1984. Alcune di queste tracce, come la b-side A Human Body e la versione remix di Back Chat, appaiono qui per la prima volta nel formato CD.
Le tracce live sono quelle contenute nell'album Live Killers.

## Tracce
Disco 1 - Love of My Life (Live)
1. Love of My Life (Live) - 3:43
2. Now I'm Here (Live) - 8:42

Disco 2 - Crazy Little Thing Called Love
1. Crazy Little Thing Called Love - 2:45
2. We Will Rock You (Live) - 3:08

Disco 3 - Save Me
1. Save Me - 3:50
2. Let Me Entertain You (Live) - 3:14

Disco 4 - Play the Game
1. Play the Game - 3:33
2. A Human Body - 3:43

Disco 5 - Another One Bites the Dust
1. Another One Bites the Dust - 3:36
2. Dragon Attack - 4:19

Disco 6 - Flash's Theme (a.k.a. Flash)
1. Flash - 2:52
2. Football Fight - 1:29

Disco 7 - Under Pressure
1. Under Pressure (con David Bowie) - 4:07
2. Soul Brother - 3:38

Disco 8 - Body Language
1. Body Language - 4:34
2. Life Is Real - 3:30

Disco 9 - Las palabras de amor (The Words of Love)
1. Las palabras de amor (The Words of Love) - 4:32
2. Cool Cat - 3:29

Disco 10 - Calling All Girls
1. Calling All Girls - 3:54
2. Put Out the Fire - 3:20

Disco 11 - Back Chat
1. Back Chat (Single Remix) - 4:12
2. Staying Power - 4:12

Disco 12 - Radio Ga Ga
1. Radio Ga Ga - 5:50
2. I Go Crazy - 3:43

Disco 13 - I Want To Break Free
1. I Want to Break Free (Single Remix) - 4:26
2. Machines (or Back to Humans) - 5:09